# Weeping Willow
ウィーピングウィロー（Weeping Willow）は、スコット・ジョプリンが1903年に作曲した。ウィーピングウィローは日本語訳をするとしだれ柳という意味である。